# حسین‌آباد امجدی
حسین‌آباد امجدی، روستایی از توابع بخش مرکزی شهرستان سنقر در استان کرمانشاه ایران است.

## جمعیت
این روستا در دهستان گاورود قرار دارد و براساس سرشماری مرکز آمار ایران در سال ۱۳۸۵، جمعیت آن ۳۳۳ نفر (۷۳خانوار) بوده‌است.